# Argentina ai XXII Giochi olimpici invernali
L'Argentina ha partecipato ai XXII Giochi olimpici invernali, che si sono svolti dal 7 al 23 febbraio a Soči in Russia, con una delegazione composta da sette atleti. Portabandiera è stato Cristian Javier Simari Birkner, alla sua quarta Olimpiade. Non sono state vinte medaglie.

## Sci alpino

### Uomini
| Gara            | Atleta                         | Manche 1 | Manche 1  | Manche 2 | Manche 2  | Totale  | Totale    |
| Gara            | Atleta                         | Tempo    | Posizione | Tempo    | Posizione | Tempo   | Posizione |
| --------------- | ------------------------------ | -------- | --------- | -------- | --------- | ------- | --------- |
| Supercombinata  | Jorge Birkner Ketelhohn        | 2'01"05  | 46        | DNF      | DNF       | DNF     | DNF       |
| Supercombinata  | Cristian Javier Simari Birkner | 1'59"63  | 43        | 56"46    | 27        | 2'56"09 | 29        |
| Slalom gigante  | Sebastiano Gastaldi            | DNF      | DNF       | DNF      | DNF       | DNF     | DNF       |
| Slalom gigante  | Jorge Birkner Ketelhohn        | DNF      | DNF       | DNF      | DNF       | DNF     | DNF       |
| Slalom gigante  | Cristian Javier Simari Birkner | 1'26"02  | 40        | 1'27"89  | 40        | 2'53"91 | 40        |
| Slalom speciale | Sebastiano Gastaldi            | 53"24    | 46        | DNF      | DNF       | DNF     | DNF       |
| Slalom speciale | Jorge Birkner Ketelhohn        | DNF      | DNF       | DNF      | DNF       | DNF     | DNF       |
| Slalom speciale | Cristian Javier Simari Birkner | DNF      | DNF       | DNF      | DNF       | DNF     | DNF       |
| Discesa libera  | Cristian Javier Simari Birkner | n/a      | n/a       | n/a      | n/a       | DNS     | DNS       |
| Supergigante    | Jorge Birkner Ketelhohn        | n/a      | n/a       | n/a      | n/a       | 1'23"89 | 50        |
| Supergigante    | Cristian Javier Simari Birkner | n/a      | n/a       | n/a      | n/a       | 1'23"36 | 48        |

### Donne
| Gara            | Atleta                  | Manche 1 | Manche 1  | Manche 2 | Manche 2  | Totale  | Totale    |
| Gara            | Atleta                  | Tempo    | Posizione | Tempo    | Posizione | Tempo   | Posizione |
| --------------- | ----------------------- | -------- | --------- | -------- | --------- | ------- | --------- |
| Supercombinata  | Macarena Simari Birkner | 1'48"87  | 31        | 55"06    | 18        | 2'43"93 | 20        |
| Slalom gigante  | Salomé Báncora          | 1'25"88  | 50        | 1'26"16  | 47        | 2'52"04 | 47        |
| Slalom gigante  | Julietta Quiroga        | DNF      | DNF       | DNF      | DNF       | DNF     | DNF       |
| Slalom gigante  | Macarena Simari Birkner | 1'24"74  | 44        | 1'23"11  | 37        | 2'47"85 | 39        |
| Slalom speciale | Salomé Báncora          | 59"26    | =31       | 59"26    | 26        | 1'55"52 | 25        |
| Slalom speciale | Julietta Quiroga        | DNF      | DNF       | DNF      | DNF       | DNF     | DNF       |
| Slalom speciale | Macarena Simari Birkner | 59"82    | 36        | 56"69    | 29        | 1'56"51 | 27        |
| Discesa libera  | Macarena Simari Birkner | n/a      | n/a       | n/a      | n/a       | 1'46"44 | 32        |
| Supergigante    | Macarena Simari Birkner | n/a      | n/a       | n/a      | n/a       | 1'31"10 | 26        |

## Sci di fondo
| Gara           | Atleta           | Finale  | Finale   | Finale    |
| Gara           | Atleta           | Tempo   | Distacco | Posizione |
| -------------- | ---------------- | ------- | -------- | --------- |
| 15 km maschile | Federico Cichero | 49'11"3 | +10'41"6 | 83        |